# TVP Polonia

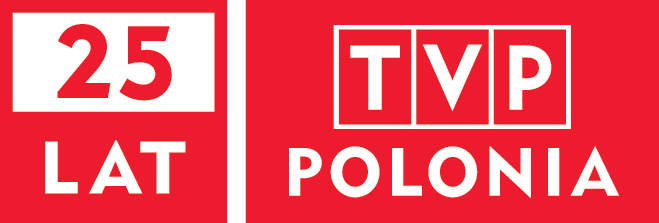
Logo zum 25. Jubiläumsjahr

TVP Polonia (bis 2003 TV Polonia) ist ein Auslandssender des polnischen, öffentlich-rechtlichen Fernsehens TVP in Zusammenarbeit mit dem polnischen Außenministerium. Zielgruppe sind die vielen im Ausland lebenden Polen. TVP Polonia ging am 24. Oktober 1992 mit einem Testprogramm auf Sendung und wird seit 31. März 1993 regulär ausgestrahlt. TVP Polonia gilt in seiner Berichterstattung als regierungstreu.

## Rahmenprogramm
Das Rahmenprogramm von TVP Polonia besteht weitestgehend aus der Zusammenfassung aktueller Nachrichtensendungen der öffentlich-rechtlichen TVP-Vollprogramme TVP1 und TVP2 (Panorama, Teleexpress und Wiadomości) und der Auswahl polnischer Spielfilme, Kurzfilme, Serien, Dokus, Talkshows bzw. internationaler Filme. Jeden Sonntagmorgen wird eine Hl. Messe aus Polen live übertragen. Exklusiv produziert werden Magazine für Polen im Ausland, darunter die bekannte, etwa 20-minütige Vorabendsendung Pamiętaj o mnie (Erinnere dich an mich), welche eine Grußsendung mit Musikvideoclips und eingeblendeten Grußtexten von Zuschauern weltweit ist.
Ein Großteil des Programms beleuchtet auch europäische Themen, u. a. bei Historikmagazinen, ReiseTouren, Theater- und Konzertübertragungen, interaktiven Programmen für alle Polen außerhalb Polens. Dabei wird auf die polnische Geschichte und Kultur Bezug genommen. Ein besonderer Service von TVP Polonia sind die englischen Untertitel für ausgewählte Sendungen aus polnischer Produktion.

### TV-Sendungen auf TVP Polonia (Auswahl)
- Pamiętaj o mnie (Erinnere dich an mich) – Grußsendung am Vorabend (20 Min.) mit Musikvideoclips und eingeblendeten Grußtexten von Zuschauern weltweit.

- Made in Poland – interaktive Spielshow geleitet von Rafał Rykowski. Die Fernsehzuschauer dürfen während der Sendung aus aller Welt anrufen und Fragen zum Thema Polen (Geografie, Geschichte, Kultur etc.) beantworten. Als Preis für eine richtige Antwort erhält der Anrufer dann z. B. T-Shirts, Tassen oder Briefpapier und darf an der Verlosung für den Hauptpreis teilnehmen: eine zweitägige Reise nach Polen.

- Słownik polsko@polski – Sendung des TVP3 Wrocław, die auf TVP Polonia seit 11. Januar 2009 regelmäßig läuft. Sie wird von Jan Miodek geleitet (während der Jahre 2009–2013 von Agata Dzikowska). Besprochen werden in der Sendung die aktuellen Sprachfehler der Presse, Internet und Alltag und über Skype die Fragen der Fernsehzuschauer beantwortet.

- Skarby Nieodkryte – interaktive Live-Spielshow geleitet von Paweł Gołębski (Erstausstrahlung jeden Sonntag 16 Uhr live, Wiederholung jeweils Samstag danach um 14.25 Uhr). Jede Sendung ist eine Flugreise nach Polen auf der Suche nach verborgenen Schätzen. Die ganze Reise erfolgt gemäß einer vorher geplanten Marschroute, auf der Orientierungspunkte die folgenden geografischen Regionen, Flüsse, Berge und die Stadt mit seinen charakteristischen Baudenkmälern sind. Seit 2010 dürfen die Zuschauer mit Gołębski während der Sendung über Skype kommunizieren. Die Sendung wurde von 2008 bis 2010 eingestellt und startete im Januar 2012 wieder neu.

- KucinAlina – TV-Sendung mit Alina Suder. Darin stellt Suder mit polnischer Anmut und italienischem Temperament jede Woche unter Beweis, dass die seelische und leibliche Hygiene nicht nur nicht schwierig oder eintönig ist, sondern auch sehr komisch und unterhaltsam. Erstausstrahlung am 11. Oktober 2014.

- BarON24 – polnische Comedy-Fernsehserie über einen Mann, der Baron heißt und seine eigene Tankstelle hat, bei der er jedoch nicht viel verdient.

## Verbreitung
TVP Polonia ist auf Eutelsat Hot Bird 13° Ost aufgeschaltet (DVB-S2-Modus im MPEG4-Format) und so in ganz Europa frei empfangbar. Ebenso wird das Programm auch in anderen Erdteilen via Satellit übertragen. Weltweit ist TVP Polonia je nach Engagement ausländischer Internet-Dienstleister und Kabelnetzbetreiber auch über Kabelfernsehen und über IPTV empfangbar.

## Senderlogos

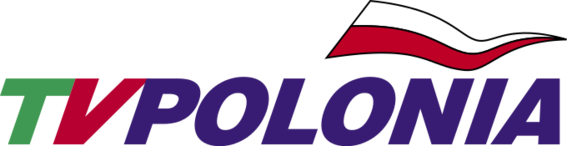
Logo von 1992 bis 1997
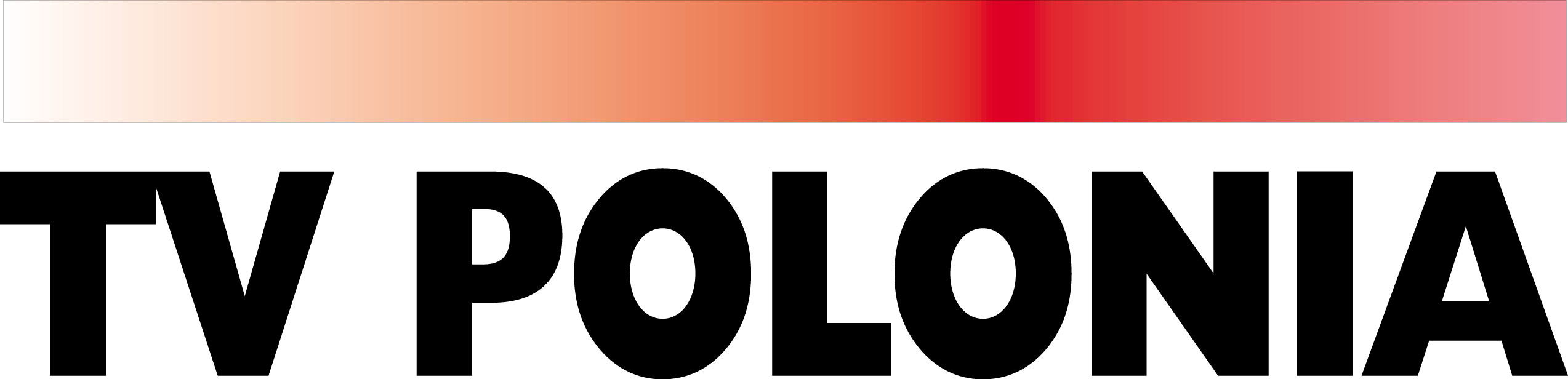
Logo von 1997 bis 2003
Logo von 2003 bis 2020
Logo seit 4. Februar 2020

## Kritik
Im August 2013 startete Mariusz Max Kolonko, ein zur US-amerikanischen Polonia gehörender, bekannter Journalist über seinen YouTube-Kanal eine Protestaktion zur Auflösung des TV-Senders TVP Polonia. Er begründete seine Entscheidung mit der Behauptung, das TV-Programm von TVP Polonia erfülle nicht die grundlegenden Erwartungen der im Ausland lebenden Polen, koste dem Steuerzahler aber viel Geld. Ein besonderes Problem sei der fehlende Zugang zu aktuellen Informationen aus Polen, die für die Polonia so wichtig sind, bzw. der wiederholte Überschuss an nichtinteressierten Programmempfänger. Ein weiterer Konflikt besteht zwischen TVP und der kanadischen Firma „Spanski Enterprises Inc.“ über das ausschließliche Senderecht TVP Polonias in den USA. Die Umstände gestalteten sich mit der Zeit sehr unvorteilhaft für die polnische Seite, so dass er praktisch auf Grundlage von Steuergeldern Fremdkapital für die kanadische Firma brachte. Lauter Polen, die in den USA leben, sind gezwungen, Kabelfernsehen und Internetfernsehen zu verwenden und empfangen TVP Polonia deshalb nur verschlüsselt in Auslandsbukets des Pay-TV. Kolonko schlägt als Alternative zum öffentlich-rechtlichen TVP Polonia einen für die Zuschauer kostenlosen Internet-Channel vor, der mit den polnischen Steuergeldern finanziert würde, die wegen der Auflösung TVP Polonias frei würden. Die These Kolonkos erhielt große Zustimmung bei den polnischen Fernsehzuschauern, die sich auf der Website des TV-Senders mit ihrer Unterschrift dafür aussprechen konnten.
Die Idee zur Auflösung des Senders TVP Polonia wurde vom TVP-Sprecher Jacek Rakowiecki kritisiert. Er erklärte, dass der Appell Kolonkos beleidigend sei und dafür benutzt würde, die staatlichen Zuschüsse, die an TVP für den Auslandssender gezahlt werden, für seine Idee eines Internetkanals zu erzwingen. Kolonko blähe sich selbst zum „lizenzierten“ Vertreter der weltweiten Polonia auf, das nicht hinnehmbar wäre.